# Floresta (Boyacá)
Floresta es un municipio colombiano, ubicado en la provincia de Tundama del Departamento de Boyacá. El territorio del municipio se halla sobre el altiplano Cundiboyacense. Es el municipio del cual depende administrativamente el corregimiento de Tobasía, importante legado de la época muisca de esta zona y comunidad clave en la fundación de este municipio.

## Toponimia
Su nombre está relacionado con las flores de sus campos.

## Historia
Véase Articulo Principal: Tobasía 

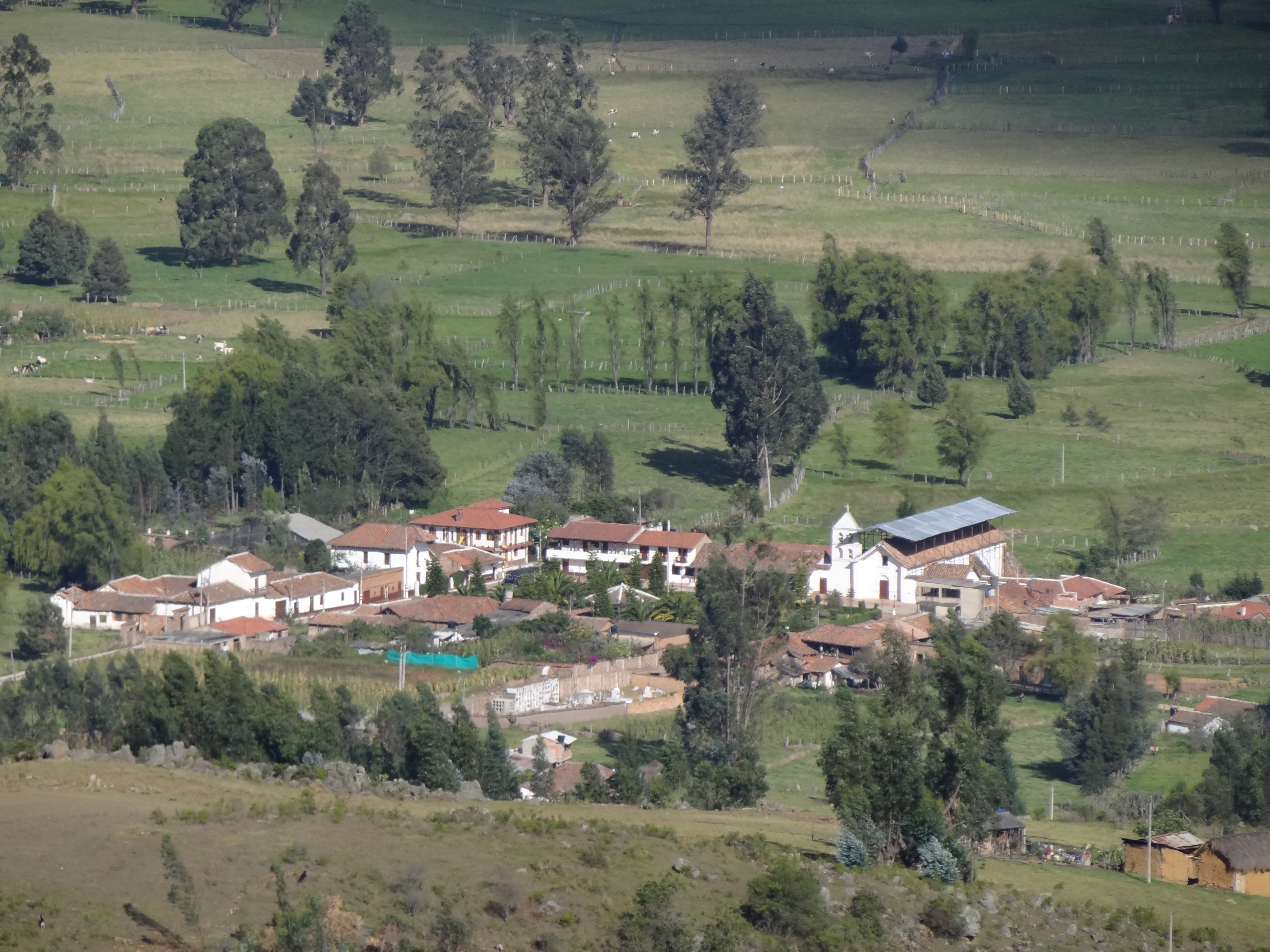
Tobasia, Floresta

El municipio de Floresta fue fundado bajo el gobierno español y por deseos de la comunidad de Tobasía, en 1818. El antiguo territorio perteneció a los muiscas, concretamente al Uta de Tobasía perteneciente al Zybyn Sagrado de Tundama. A la llegada de los españoles, se produjo la reducción de este Uta a Pueblo de Indios y por ende, la construcción del templo doctrinero. Alrededor de él, los españoles concentraron a todos los indigenas muiscas de este Uta llamados Tobazás, para que vivieran ahí, surgiendo lo que hasta hoy en día es el corregimiento de Tobasía. 
El 11 de octubre de 1810, los líderes de la comunidad de Tobasía: Manuel Ignacio de los Reyes y Manuel Ignacio Mogollón; se reunieron en nombre de la comunidad de Tobasía en el sitio llamado el Cenicero para levantar un expediente el cual fue llevado ante los gobiernos civil y eclesiástico de Santafé para el correspondiente estudio de crear un nuevo pueblo independiente de Santa Rosa de Viterbo, al cual se había adjudicado Tobasía como corregimiento de este municipio.
Según cuenta la historia al escoger el nombre Manuel Ignacio de los Reyes tomó en sus manos una flor en el campo del Cenicero y dijo "entre las flores Floresta". De ahí su nombre; el original era «La Floresta». Después de llenar los requisitos que requería la fundación de nuevas poblaciones, el procurador fiscal de Santafé y la Curia de la misma ciudad dieron la aprobación y ordenaron que se pasaran los documentos al Virrey y Vice- patronato para los trámites legales. El Virrey Juan de Sámano erigió la nueva Parroquia de La Floresta el 6 de Mayo de 1818, y su fundación es celebrada el 8 de Diciembre del mismo año.

## Geografía
Datos del municipio
A continuación, en viñetas están los datos del municipio de Floresta:
- Extensión total: 85 km².
- Población: 3,833 hab.
- Cabecera: 1,203 hab.
- Resto: 2,630 hab.
- Altitud de la cabecera municipal: 2506 m.s.n.m.
- Latitud Norte: quinto 51´35.71´´ N Longitud Oeste: 72° 55´ 7,92´´.
- Temperatura media: 15 °C.
- Precipitación media anual: 820 mm.
- Distancia de referencia: 13.4 km de Santa Rosa de Viterbo.

Las montañas más importantes son: El Dungüa, el Montero, el Careperro y el Tibet, siendo este último el punto más alto del municipio. En el Tibet también se encuentra la cascada más alta de nuestro municipio con 155 metros de altura.

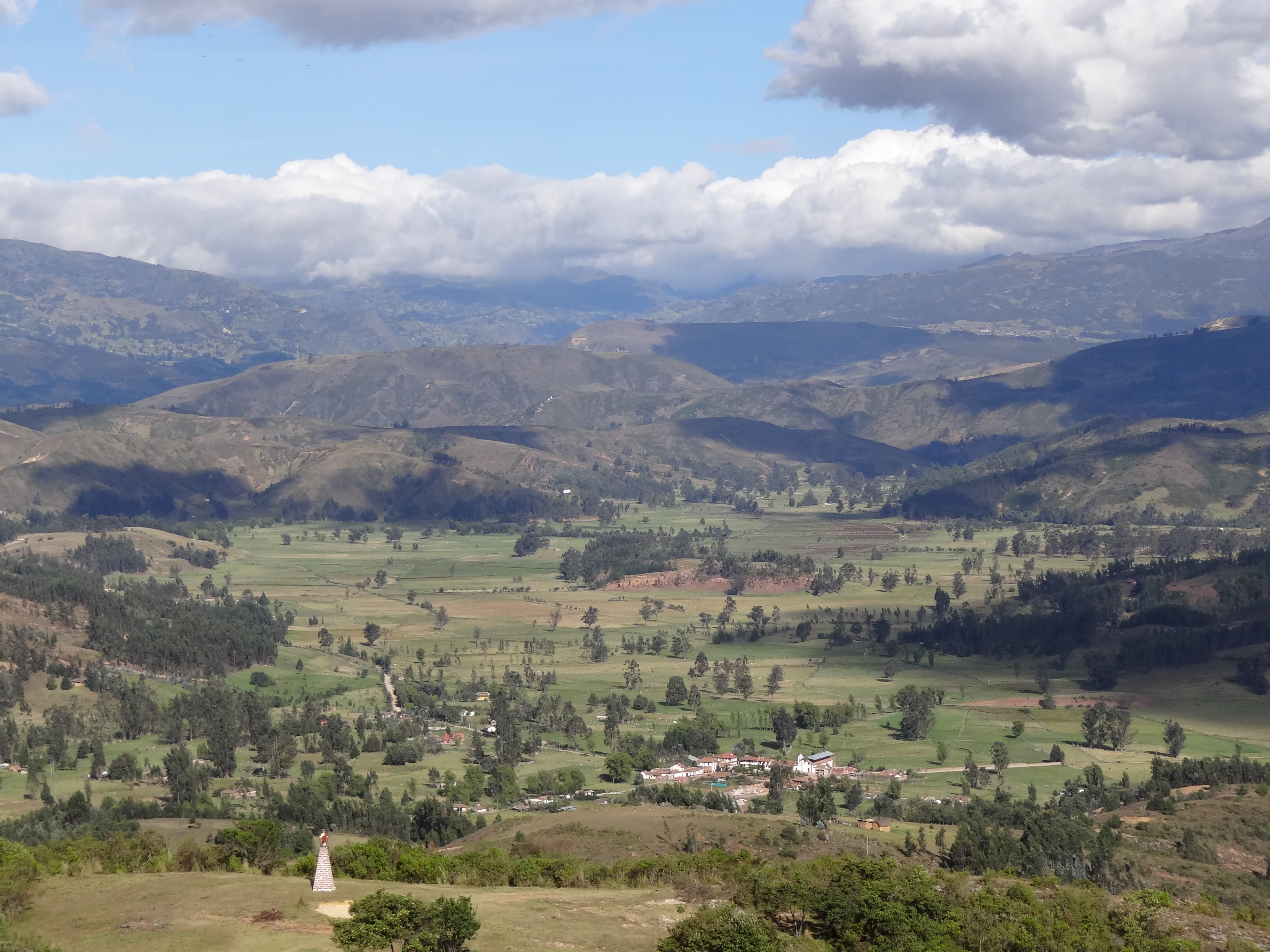
Panorámica de Tobasía y el valle desde la vía Santa Rosa de Viterbo-Tobasía, Floresta.

## División Político-Administrativa
El municipio de Floresta, aparte de su cabecera municipal, tiene adjunto otro centro poblado importante: el corregimiento de Tobasía (Véase Articulo Principal: Tobasía).
Floresta está organizado mediante las siguientes veredas:
- Barrancas.
- Cely.
- Centro: Patios y Llano Mogollones.
- Chorrera: Alto y Bajo.
- Cupatá.
- El Salitre.
- El Tablón.
- Horno y Vivas: Alto y Bajo.
- La Puerta.
- Ometá.
- Potreritos.
- Potreros.
- Tenería: Alto, Medio y Bajo.
- Tobasía: Corregimiento de Tobasía.
- Tocavita.

## Economía

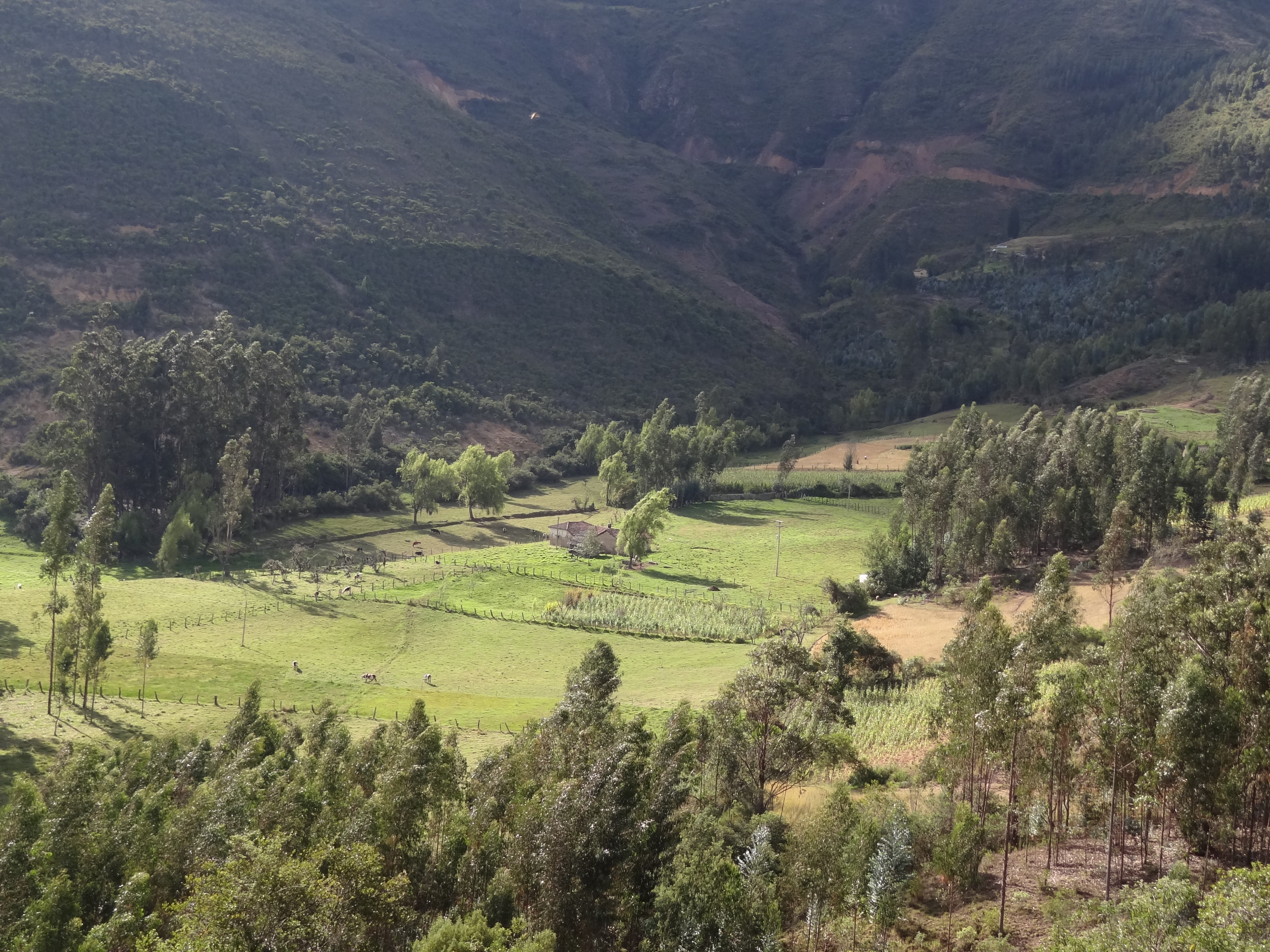
Parcelas ganaderas y agrícolas cercanas a Tobasía, Floresta

Agricultura: predominan los cultivos de tierra fría: maíz, cebada, papa y frutales. Es antigua e importante la producción de uvas, a partir de cepas Riesling y Pinot Noir, vendimias que se procesan en Punta Larga con la denominación de "vinos de La Floresta, Tobasía" las hay sembradas en diferentes veredas del Municipio en total 35 Hct. También se siembra la Uchuvá. Ganadería: Vacunos con producción de leche, cerdos y ovinos.
Alpargate o cotiza: en Floresta se teje la tradicional capellada en máquinas rudimentarias para hacer el alpargate llanero, se utilizan llantas de carro y suela espuma en su fabricación.

## Vías de comunicación

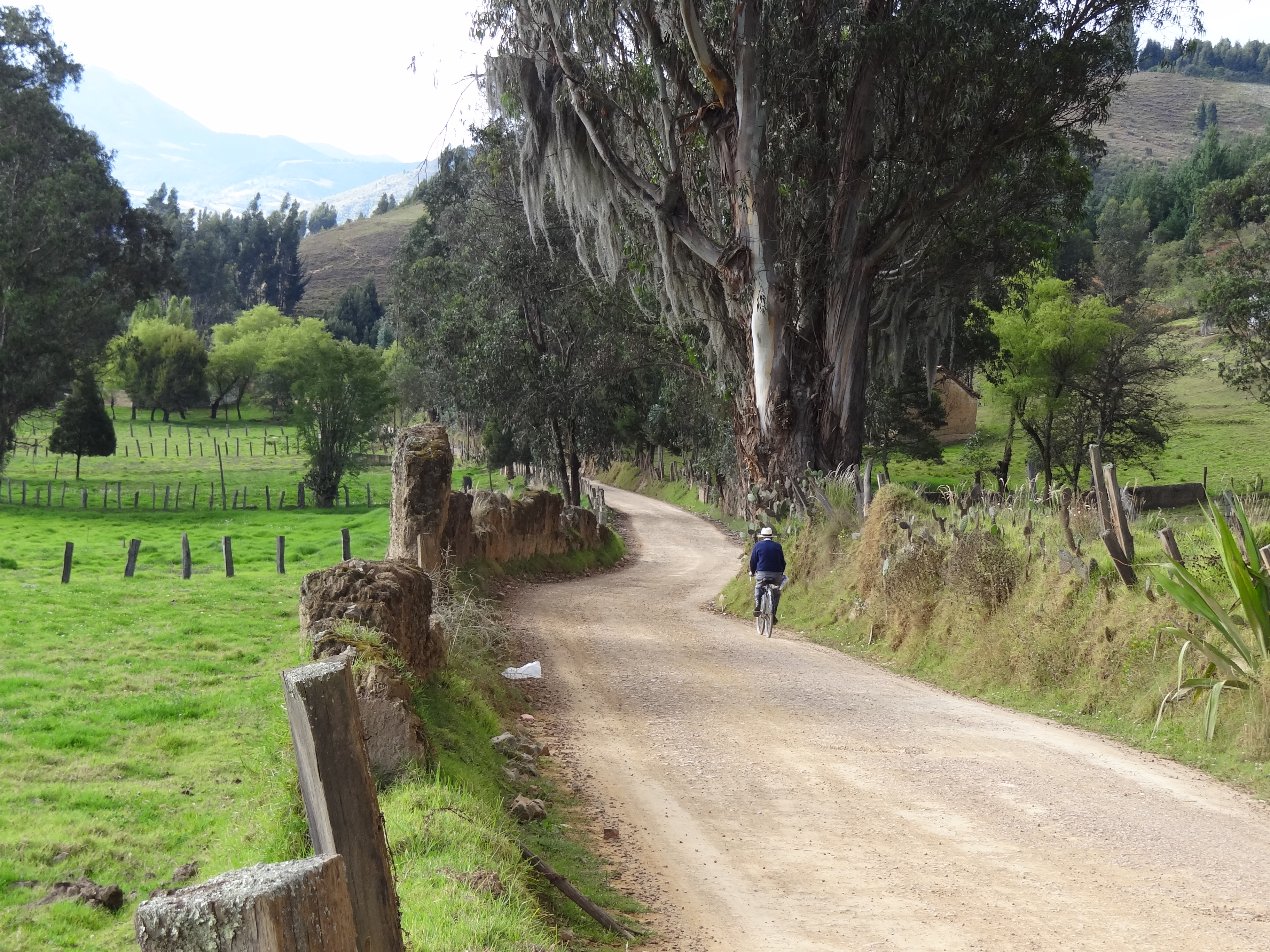
Vía de uso Terciario (camino veredal) que sale de Tobasía a Busbanzá.

Se encuentra a 13.4 kilómetros del municipio de Santa Rosa de Viterbo. Se puede llegar por dos vías principales:
- Vía Santa Rosa de Viterbo-Tobasía-Floresta: Esta vía sube y baja la montaña que separa a Santa Rosa de Viterbo del valle de Tobasía, pasa por Tobasía y atraviesa el valle para llegar a Floresta. Su estado se encuentra bien pavimentado y señalizado excepto por ciertos tramos en la bajada de la montaña hacia Tobasía.
- Vía Corrales-Busbanzá-Floresta: Esta vía es accesible a través de un desvío en la carretera Sogamoso-Corrales que lleva al municipio de Corrales. Esta vía continúa por el valle hasta Floresta, pasando por el municipio de Busbanzá. Su estado es pavimentado excepto en ciertos tramos de Corrales-Busbanzá y no tan señalizado.

A su vez existen vías de acceso terciarias en mal estado y sin señalización que comunican a Floresta con otros municipios de Boyacá:
- Vía Floresta-Belén: Esta vía sale del municipio hacia al norte, atravesando la vereda de Tenería, pasando el desvío hacia Otengá (corregimiento de Beteitiva), llegando al alto de La Mesa y subiendo hasta la cadena de páramos donde queda El Tibet (montaña más alta del municipio) para después bajar directamente al municipio de Belén.
- Vía Floresta-Otengá-Beteitiva: Esta vía es la misma vía Floresta-Belén, solo que en el alto de La Mesa se toma el desvío que baja hacia Otengá, un corregimiento del municipio de Beteitiva ubicado en un pequeño valle. De ahí la carretera continua subiendo montañas hasta el municipio de Beteitiva, el cual también tiene conexión vial con el municipio de Paz del Río y con las carreteras principales de Corrales-Tasco y Belén-Paz del Río.

## Personajes
- Evaristo Dueñas, murió en la batalla de Boyacá
- Fray Gregorio R. Celis, rector del Colegio de Boyacá
- Benjamín Reyes Archila, magistrado de la Corte Suprema de Justicia y gobernador de Boyacá
- Aristóbulo Archila, médico, ministro de Gobierno y de Guerra
- Jaime Pérez Archila, gobernador de Boyacá
- Eliécer Silva Célis, nacido en Tobasía, antropólogo, director y fundador del Museo Arqueológico de Sogamoso.
- Luis María Salamanca Porras, Profesor Emérito de la Universidad Nacional de Colombia, sede Bogotá, ganador del premio nacional de ingeniería de Colombia en 1945 por el embalse del río Sisga.

## Servicios públicos
- Energía Eléctrica: Empresa de Energía de Boyacá (EBSA), es la empresa prestadora del servicio de energía eléctrica.
- Gas Natural: Vanti es la empresa distribuidora y comercializadora de gas natural en el municipio.